# Burg Funai
Die Burg Funai (japanisch 府内城, Funai-jō) befindet sich in der Stadt Ōita (Präfektur Ōita).

## Geschichte
Der Überlieferung nach soll, nachdem die Ōtomo abgesetzt worden waren, Hayakawa Nagatoshi (早川 長敏) die Burg erhalten haben. Später kam sie an Fukuhara Naotaka (福原 直高). Fukuhara gab das Haus der Ōtomo (大友館, Ōtomo-date) auf und errichtete eine Burg an der Mündung des Kawahara-Flusses, wo sie sich bis heute befindet. Der Burgerbauer Fukuhara wurde ebenfalls verbannt, Hayakawa konnte die Burg wieder übernehmen. Er gehörte dann aber in der Schlacht von Sekigahara zur Verliererseite und nahm sich das Leben.
1601 wurde Takenaka Shigetoshi (竹中 重利; 1562–1615) mit der Burg und einem Einkommen von 20.000 Koku belehnt. Er setzte bis 1611 die Burg instand, zu der nun auch ein Burgturm gehörte. 1634 fiel die Burg an Hineno Yoshiaki (日根野 吉明; 1587–1656) mit ebenfalls 20.000 Koku. Ab 1658 wurde schließlich Matsudaira Tadaaki (松平 忠昭; 1617–1693) aus einer Nebenlinie der Ōgyū-Matsudaira Burgherr mit 22.000 Koku. Seine Nachkommen residierten dort bis 1868.
Die Nordseite der Burg grenzte früher mit ihrer innersten Anlage, dem Hommaru, an die Ōita-Bucht. Das Hommaru war durch die weiteren Burgbereiche Ni-no-maru und Yamazato-no-maru geschützt. Das Ni-no-maru war durch einen Graben in einen Westbereich (Nishi-no-maru) und in einen Ostbereich (Higashi-no-maru) in zwei Bereiche geteilt. Hommaru und Ninomaru waren durch Steinwälle und durch einen von außen gesehen vierstöckigen Burgturm (Tenshukaku) geschützt. Die Basis des Burgturms besteht aus unregelmäßigen Steinblöcken (野面積, nozura-zumi), die Ecken sind als Sangi-zumi (算木積), also mit sauber behauenen Ecksteinen ausgeführt.
Die Burg war neben dem Burgturm durch eine Reihe weiterer Türme (櫓, yagura) geschützt. Die meisten Bauten gingen jedoch bei einem Brand im Jahre 1743 verloren. Erhalten sind der Shūmon-yagura (宗門櫓) und der Hitojichi-yagura (人質櫓); der Tōchaku-yagura (到着櫓) und das Ōte-mon (大手門) sind Rekonstruktionen.

## Bildmaterial

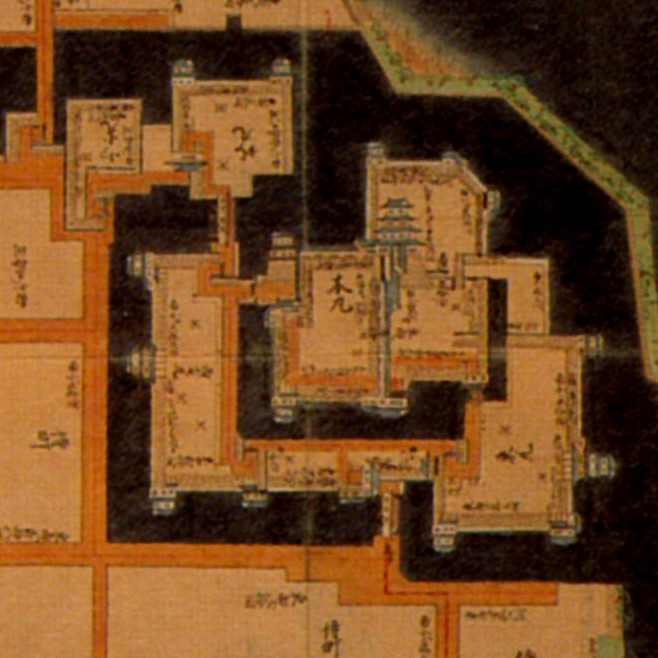
Grundriss der Burg
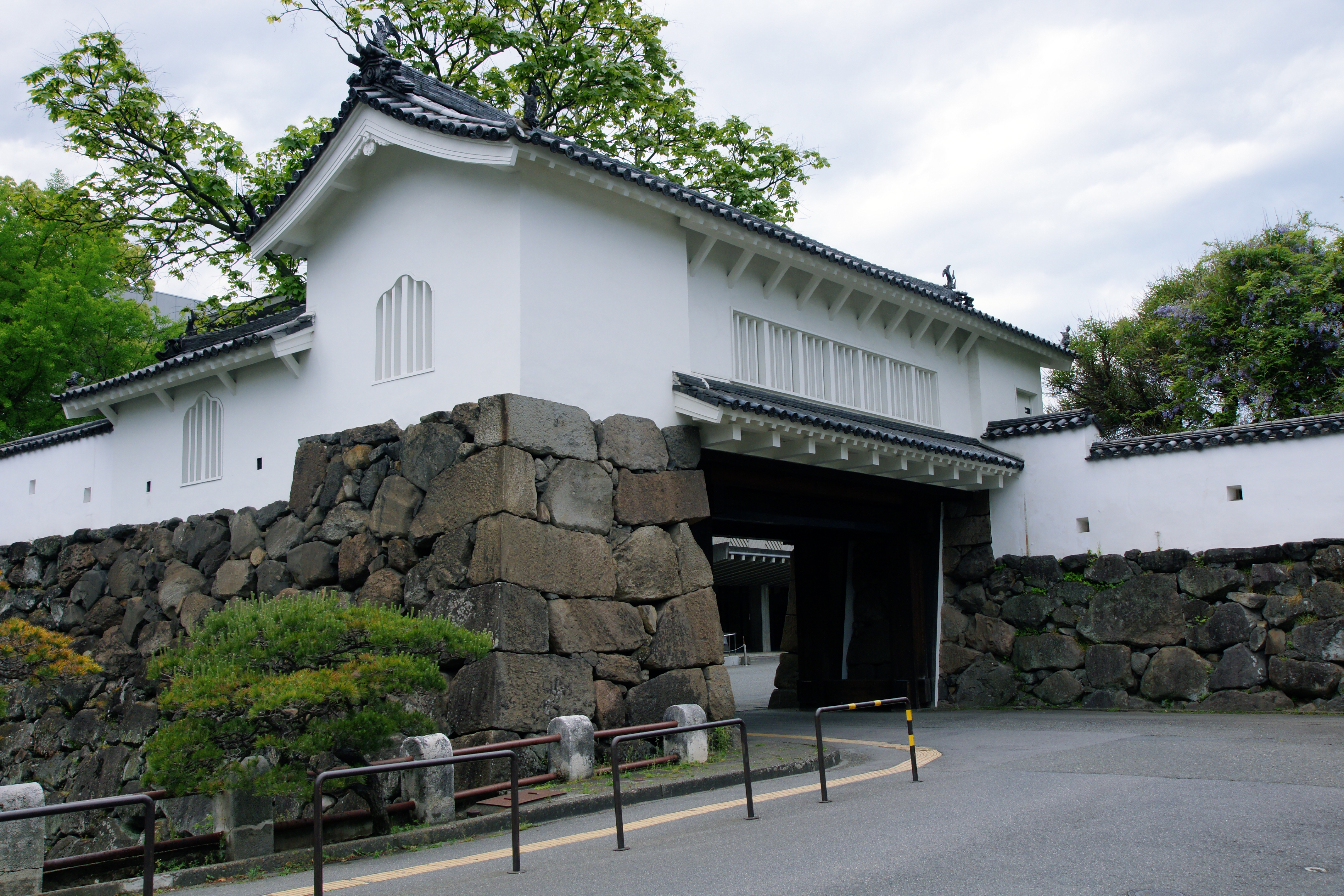
Ōte-mon
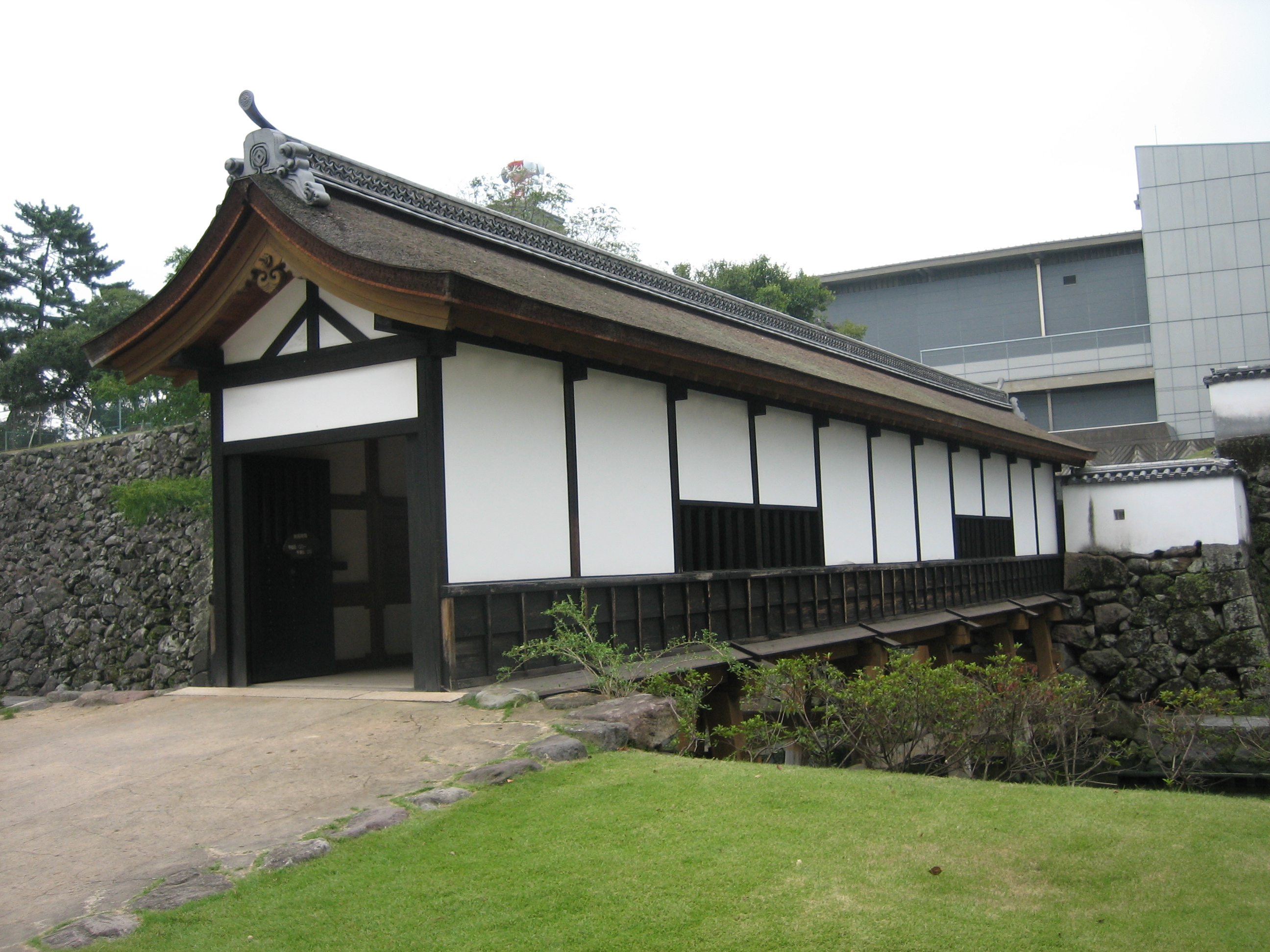
Überdachte Brücke